# Fâlfani, Argeș
Fâlfani este un sat în comuna Stolnici din județul Argeș, Muntenia, România.
Aici s-a născut Marian Nistor.